# جنایت مقدس
جنایت مقدس یک فیلم مستند دربارهٔ ترور مخالفان دولت ایران در خارج از کشور به کارگردانی رضا علامه‌زاده است.
این فیلم در سال ۱۹۹۴، با الهام از چنین رویدادهایی در اروپا، ساخته شد. سه سال پیش از آنکه حکم دادگاه میکونوس اعلام شود. «جنایت مقدس» بارها به زبان‌های فارسی، انگلیسی و هلندی، در برنامه‌های تلویزیونی، جشنواره‌های سینمایی و حتی دادگاه‌ها، برای روشن شدن زمینه برخی پرونده‌ها، به نمایش درآمده است. فیلم علاوه بر ارائه گزارش‌ها، اسناد، گفتگو با بستگان قربانیان و آنها که از سوء قصدها جان به در برده‌اند، مواضع حکومتی را نیز پوشش می‌دهد؛ گفتگو با سفیر وقت جمهوری اسلامی در برلین یکی از همین نمونه‌هاست. مصاحبه‌ای که به سندی با ارزش برای پژوهشگران تاریخ معاصر ایران بدل شد.